# Christa Rockstroh
Christa Rockstroh (* 4. Juli 1953 in Schwerin) ist eine deutsche Schauspielerin.

## Leben
Christa Rockstroh wuchs in Güstrow auf. Nach dem Abitur ging sie 1972 nach Berlin und arbeitete zunächst als MTA an der Berliner Charité. Nach Ende des Vietnamkriegs beteiligte sie sich am Wiederaufbau des zerstörten Landes und errichtete eine Laboranlage in der Nähe von Hanoi. Dafür erhielt sie den höchsten vietnamesischen Orden, der Ausländern verliehen wird. Danach studierte sie Werbeökonomie in Berlin. 
1980 stand Christa dann am Arbeiter- und Studententheater der Humboldt-Universität zum ersten Mal in einer Hauptrolle auf der Bühne. Ihre Schauspielausbildung erhielt sie schließlich am Theater Anklam unter Herbert König und Frank Castorf, für den sie auch vier Jahre lang als Regieassistentin arbeitete. 
Nach ihrer Ausreise aus der DDR 1987 trat sie an verschiedenen deutschen Theatern auf und spielte mehr als 100 Fernseh- und Kinorollen. Daneben arbeitet sie als Schauspielcoach, unter anderem für die Serie „Unter uns“, und unterrichtet als Lehrbeauftragte im Regiestudiengang der Macromedia Hochschule für Medien und Kommunikation. 
Christa Rockstroh lebt in Köln.

## Theater
- 1981–1987: Theater Anklam
- 1988–1989: Wolfgang Borchert Theater, Münster
- 1989: TiB Frankfurt
- 1989–1991: Staatstheater Mainz
- 1992: Mainzer Kammerspiele
- 1995: Wallgraben-Theater Freiburg
- 1999–2000: Comödie Duisburg
- 2004–2007: Millowitsch-Theater

## Fernsehen
Hauptrollen / Durchgehende Serienrollen:
- 1991–1992: Schatten über Herrenstein
- 1994: Notaufnahme
- 1994: Alles Kids
- 1995: Deutschland plus
- 1997: Geliebte Schwestern
- 1999: Zechenblues
- 2002–2003: Gute Zeiten, schlechte Zeiten
- 2005: Taxi nach Ehrenfeld
- 2006: Einmal Prinz zu sein
- 2007: Der Papst kommt

Gast- und Nebenrollen:
- 1992: Doberstein
- 1993: Der Mann mit der Maske
- 1993/1995: Schwarz greift ein
- 1994: Der Mond scheint auch für Untermieter
- 1995–1996: Kurklinik Rosenau
- 1996, 1997, 2003: Verbotene Liebe
- 1998: Männer sind was Wunderbares
- 1998: Die Fallers
- 1999: Ina und Leo
- 1999: Stille Nacht – Heilige Nacht
- 1999: City Express
- 2000: Die Anrheiner
- 2000/2003: Die Wache
- 2001: Natalie – Freiwild
- 2002: Alarm für Cobra 11
- 2002: Lindenstraße
- 2003: Was nicht passt, wird passend gemacht
- 2003: Markus Maria feiert Silvester
- 2003: Comedy Hotel
- 2004: Markus Maria will Fußball gucken
- 2004–2005: Mensch Markus
- 2005: SK Kölsch
- 2006: Ladyland
- 2007: Herzog
- 2008: Danni Lowinski
- 2009: Tatort: Platt gemacht
- 2011: Lena – Liebe meines Lebens (6 Folgen, Nebenrolle Schwester Benedikta)
- 2015: Tatort: Schwanensee
- 2015: Rentnercops
- 2016: 24 Stunden: Ein Tag in der Kaiserzeit
- 2016: Der letzte Cowboy (Miniserie)
- 2017: Einstein
- 2018: Familie Dr. Kleist (Serie)
- 2021: Ein Mädchen wird vermisst (Fernsehfilm)
- 2022: Der Überfall (Miniserie)
- 2023: Einspruch, Schatz! – Ein Fall von Liebe (Fernsehreihe)
- 2024: Ostsee für Sturköppe (Fernsehfilm)
- 2024: Großstadtförsterin – Berliner Besonderheiten (Fernsehfilm)
- 2025: WaPo Elbe (Fernsehserie, Folge Schorf)

## Kino
- 1994: City-Bomber (Spielfilm)
- 2004: Agnes und seine Brüder
- 2008: Ach, Luise (Spielfilm)
- 2009: Das Büdchen (Episodenfilm)
- 2010:	Schiffe versenken (Kurzfilm)
- 2012: Töte mich (Spielfilm)